# Спічрайтер
Спічра́йтер (від англ. speech — мова, промова і англ. write — писати) — рід занять людини, яка готує доповіді та промови для посадовців, бізнесменів, публічних людей.

## Історія спічрайтерства
Спічрайтерство бере початок із Стародавньої Греції, де люди, що займалися цим заняттям називалися «логографами». Вони писали тексти підсудним, щоб ті виступали з ними в суді. Тоді обвинувачувані повинні були захищатися самостійно. Деякі люди не були видатними ораторами, тому собі на допомогу вони кликали логографів. Вони добирали слова, темп виголошення, будували текст під промовця так, щоб присяжні йому повірили і винесли вирок на його користь.

## Професія спічрайтера
Спічрайтери працюють в PR-агентствах, рекламних агентствах, ЗМІ, політичних партіях, органах публічної влади.
У західних країнах професія спічрайтера входить до PR (англ. Public Relations — зв'язки з громадськістю) і не обмежується роботою лише у сфері політики.
На Заході спічрайтер — одна з основних професій у сфері PR. Цей фахівець враховує цілі виступу, аудиторію, характер промовця, манеру розмови, лексичний запас і складає такий текст, який справить на слухачів потрібне враження.
Специфіка роботи спічрайтера
Ця професія для «сірих кардиналів»: спічрайтери завжди в тіні, що вони непомітніші для громадськості, то краще для їхньої кар'єри. Прославитися — це поставити на ній хрест.
Особисті риси спічрайтера
- гуманітарій за складом розуму;
- вміє виразно висловлювати власні та чужі думки;
- добре пише, має власні публікації;
- не боїться брати на себе відповідальність[1][2].

## Процес написання промови
1. Збір і аналіз матеріалів для виступу.
2. Написання тексту.
3. Підлаштування тексту під особу, що буде його виголошувати.
4. Вичитування та шліфування мови.
5. Оформлення тексту та репетиція тексту перед його виголошенням.

Спічрайтери під час написання промови користуються прийомами риторики, психології, лінгвістики, елементами ораторської майстерності та театрального мистецтва. Дехто згадує про застосування методів нейролінгвістичного програмування (НЛП), однак цей напрям вчені не вважають науковим.

## Відомі спічрайтери
- Пітер Марк Робінсон
- Вільям Сафайр
- Ален Жюппе
- Базів Василь Андрійович
- Ентоні Р. Долан[en]  — імовірно, автор терміна глобальної політики «Імперія зла».